# Adar
Adar (hebrejsky: אֲדָר‎; z akkadského adaru) je šestý měsíc občanského a dvanáctý měsíc biblického židovského kalendáře. Jedná se o zimní měsíc, který trvá 29 dní. Jelikož je židovský kalendář lunární, dochází k tomu, že se adar každoročně posunuje směrem blíže lednu. Tím by ovšem došlo k tomu, že měsíc nisan by nepřipadl na březen–duben a tudíž by nepřipadl na začátek jara. Časový posun je proto kompenzován dvakrát za sedm let vložením dalšího (celkem 13., v pořadí 12.) 30denního měsíce, který je nazýván adar rišon (adar alef, „první adar“ či „adar I.“), před adar, který se pak nazývá adar šeni (adar bet, „druhý adar“ či „adar II.“) nebo též ve-adar („a adar"). Podle gregoriánského kalendáře připadá jak měsíc adar, tak druhý adar na únor-březen.

## Svátky měsíce adar
- 7. adar – výročí narození a úmrtí Mojžíše[2]
- Půst Esteřin (תענית אסתר‎‎) – 13. adar (II)
- Purim (פורים‎‎) – 14. adar (II)
  - Šušan Purim (v Jeruzalémě) – 15. adar (II)
  - Purim katan (פורים קטן‎‎) – 14. (nebo 15.) adar (I)

## Járcajty
1. adarAbraham ibn Ezra (roku 4924 = 1164 o. l.)
1. adar IŠabtaj ha-Kohen (roku 5423 = 1663 o. l.)
2. adar IMoše Ze'ev Feldman (roku 5757 = 1997 o. l.)
3. adar IIMordechaj Jaffe (roku 5372 = 1612 o. l.)
6. adar IElijahu Kitov (roku 5736 = 1976 o. l.)
8. adar IZachariáš Frankl (roku 5635 = 1875 o. l.)
9. adarUzi Kalchheim (roku 5754 = 1994 o. l.)
14. adarCvi Jehuda Kook (roku 5742 = 1982 o. l.)
14. adar IIDow Ber Meisels (roku 5630 = 1870 o. l.)
15. adar IIChajim Kanievsky (roku 5782 = 2022 o. l.)
17. adar IISimon Schreiber (roku 5643 = 1883 o. l.)
19. adar IIJosef Chaim Sonnenfeld (roku 5692 = 1932 o. l.)
22. adar IZalman Ben Ja'akov (roku 5719 = 1959 o. l.)
Otto Muneles (roku 5727 = 1967 o. l.)
25. adar IIIsaac Mayer Wise (roku 5660 = 1900 o. l.)